# Caso de malversación de fondos en SMAPA

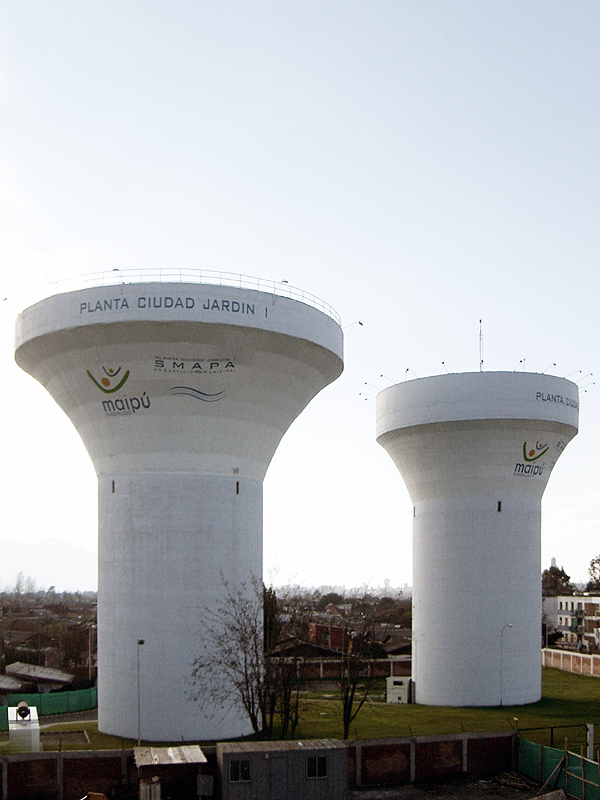
Copa de agua de SMAPA

El caso de malversación de fondos en SMAPA es un caso judicial en el que se vio involucrado el Servicio Municipal de Agua Potable y Alcantarillado, la única empresa municipal en Chile que se encarga de administrar y suministrar agua potable. Este servicio funciona casi en la totalidad de la comuna de Maipú, parte de Estación Central y Cerrillos. Actualmente, abastece alrededor de 700 mil personas, lo que se traduce en dar atenciones de agua y alcantarillado a casi 180 mil clientes y está a título de la Municipalidad de Maipú.
A pesar de la cantidad de usuarios, el 54 % del agua no se factura en Maipú, se pierde en las calles y plazas por cañerías rotas. Este es el mayor problema de la comuna, y el más urgente, porque impacta tanto como a la biodiversidad y a los vecinos, expuso el alcalde, Tomás Vodanovic, en la inauguración de una serie de reuniones para recuperar la empresa municipal.
Estos problemas son consecuencia de un dejar de hacer de las administraciones anteriores, ya que, no se invirtieron los recursos monetarios que estaban destinados. Por ejemplo, bajo el mandato de Cathy Barriga en 2017 alcanzó el 5 % de lo que se tenía presupuestado, y en 2018 no alcanzó el 2 %. Esto fue recientemente reclamado por la Contraloría General de la República, la cual ordenó a la municipalidad reintegrar 31 mil millones de pesos.
En la misma línea, se traspasaron más de 248 millones de pesos desde la sanitaria a la construcción del denominado «Spa para el Adulto Mayor» en la comuna. Mientras que el alcalde Vodanovic estaba acusando la transferencia de 1900 millones de pesos al spa. Aun así, este establecimiento no tenía maquinaria ni un plan de desarrollo cuando se realizó el cambio de mando en la Municipalidad.
Este tipo de situaciones, en conjunto con los problemas visibles en las calles, llevó a agrupaciones sociales a denunciar en Contraloría para que se pudiera investigar expresamente por el delito de malversación de caudales públicos.
El caso de malversación en el Servicio Municipal de Agua Potable y Alcantarillado es uno de los varios casos de peculado que envuelven a la gestión de la exalcaldesa Cathy Barriga. El municipio actual decidió investigar durante 5 meses el detalle de los gastos de la alcaldesa, y terminaron denunciando por fraude al fisco por al menos 21 mil millones de pesos que no se puede verificar su destino. Un caso como ejemplo es que Contraloría también detectó que 872 millones de pesos no se ajustaban a la norma durante el periodo de la anterior edil.

## Antecedentes
En febrero del 2021, un grupo de vecinos de distintos sectores de Maipú denunció a fiscalía un presunto caso de malversación de caudales públicos al interior de SMAPA, empresa manejada por la alcaldía de turno. El problema expuesto era que había 31 mil millones de pesos que dejaron de recibirlos al interior de la sanitaria.
Esta acusación fue hecha con base en un informe de Contraloría, en el que se detalla que entre 2017 y 2018 no se concretaron las obras de infraestructura. Esto provocó que existan miles de cañerías en mal estado, perjudicando a la totalidad de la red de cañerías, por lo que no sirve reparar un punto porque 10 metros más cerca volverá a quebrarse.
El SISS advirtió en 2017 que el 38,4 % de la red de agua potable en Chile está hecha con asbesto-cemento, la que con un buen mantenimiento podría durar cerca de 40 años, por esto instan a reponer la infraestructura en adelante. SMAPA tiene el 57 % de la red de agua potable hecha de asbesto-cemento y si las mantenciones correspondientes el sistema puede colapsar.[cita requerida]

## Denuncias de la comunidad
La denuncia tomó forma gracias a la comunidad de Maipú que comenzó investigar por qué había tantas alcantarillas rotas sin respuesta por parte de la municipalidad y por qué salía el agua con exceso de sarro o minerales. Tras terminada la investigación, el lunes 15 de febrero de 2021 fueron a la Fiscalía Local para denunciar presunta malversación de caudales públicos.

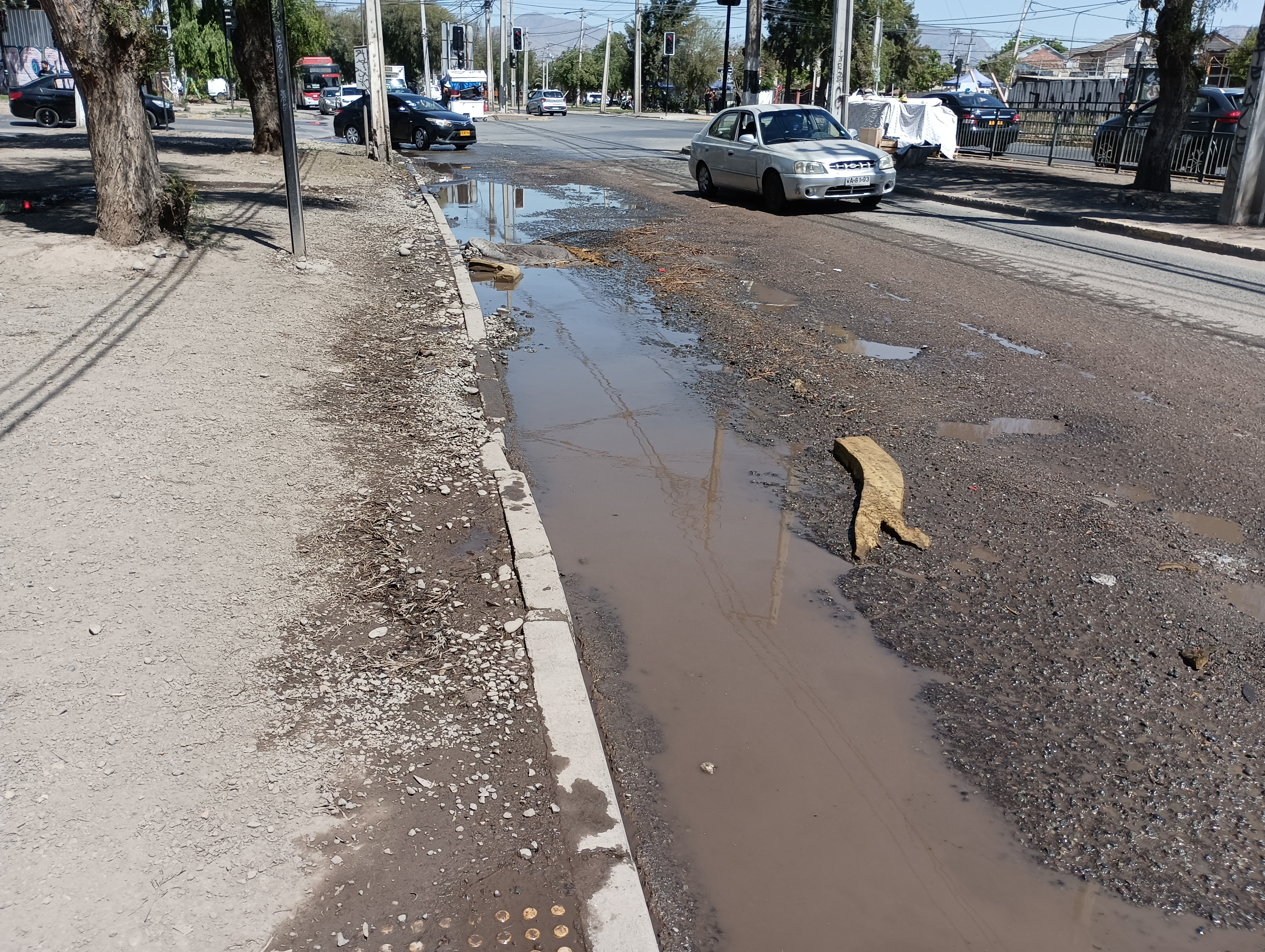
Pérdida de agua por cañería rota en Maipú.
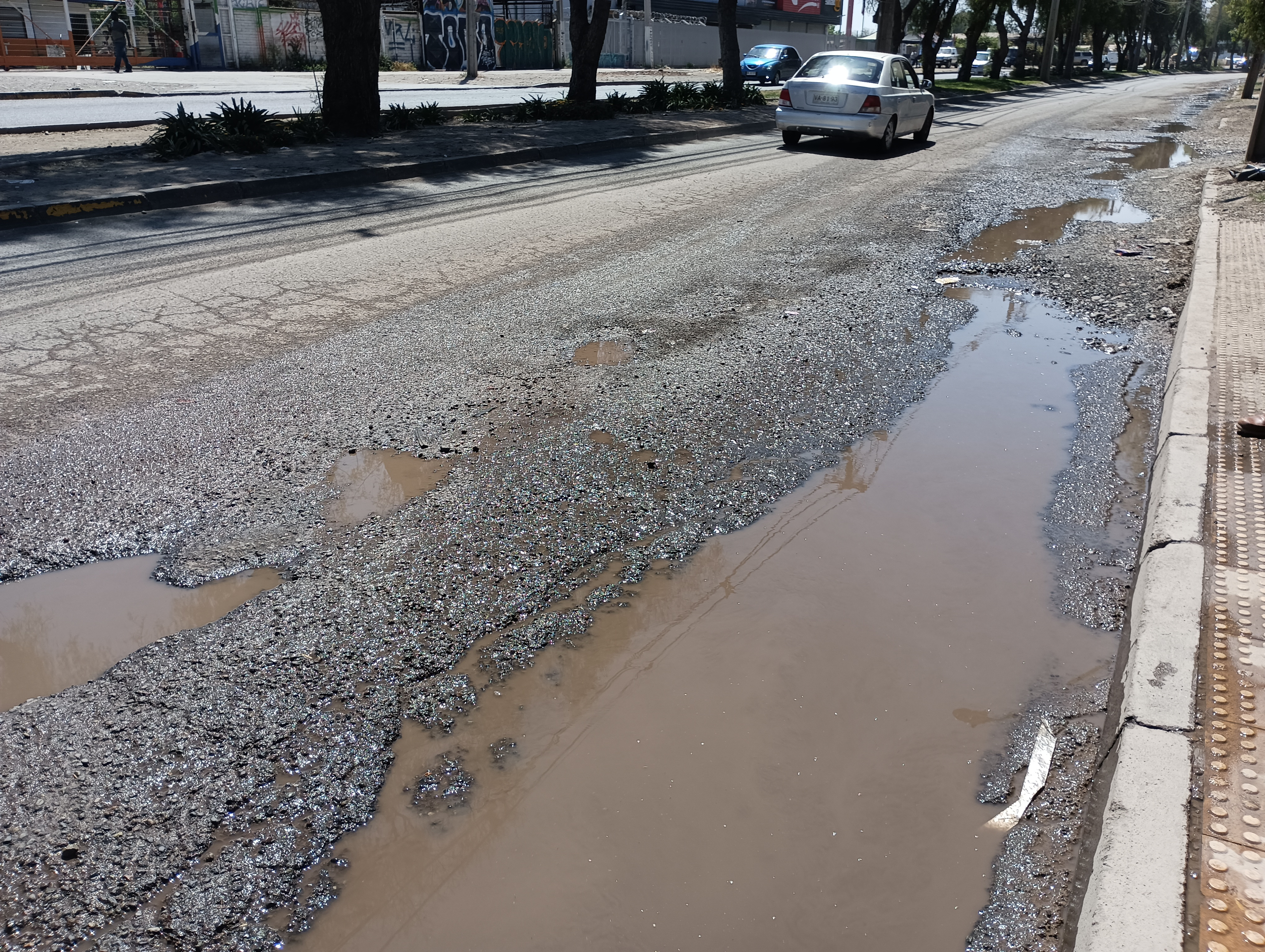
Pérdida de agua por cañería rota en Maipú.
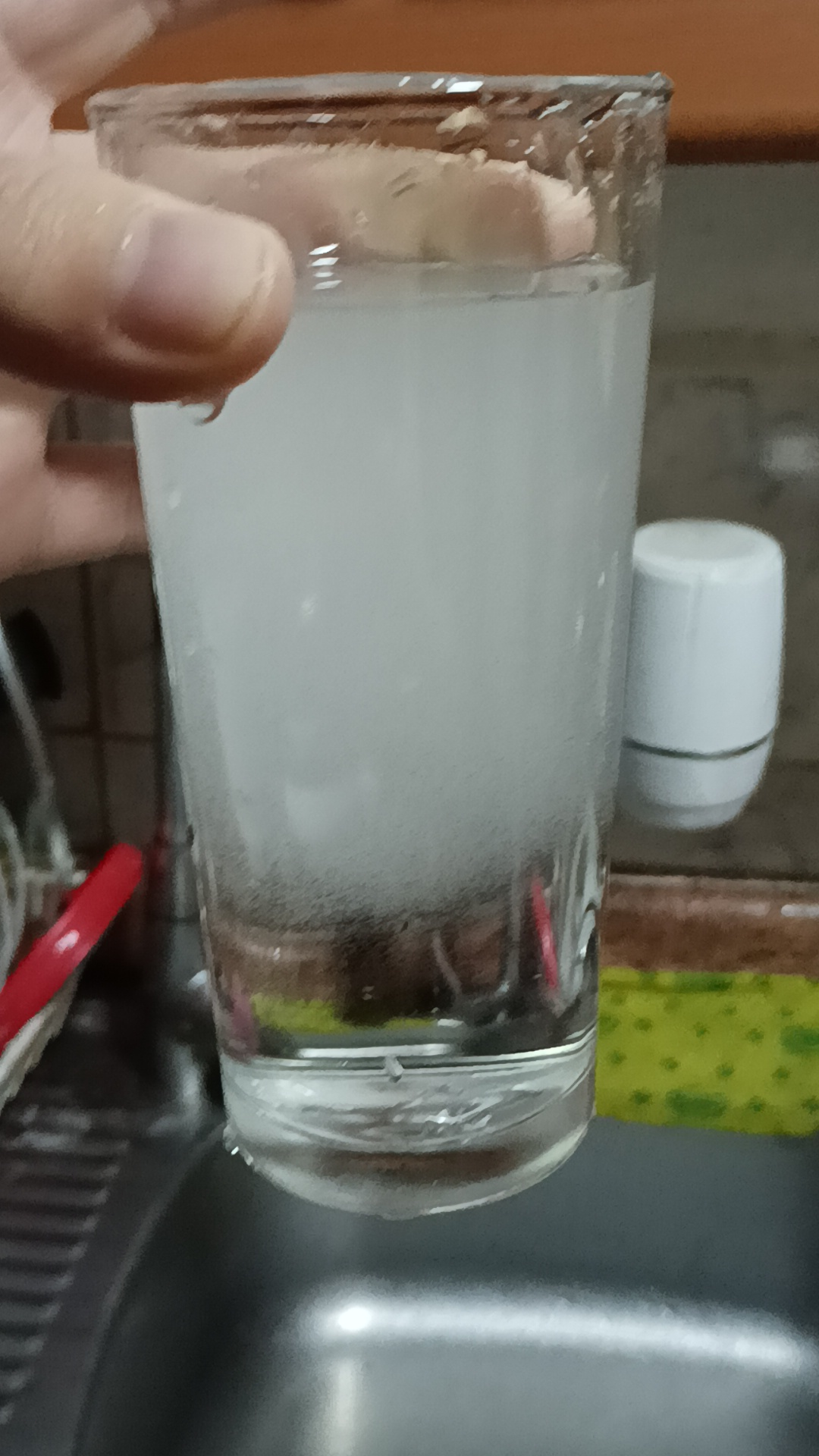
Vaso con agua con exceso de sarro o minerales.
- Vaso con agua con exceso de sarro o minerales.
- Vaso con agua con exceso de sarro o minerales.
- Vaso con agua con exceso de sarro o minerales.

Los argumentos eran que en 2017 y 2018 no se habían realizado obras de infraestructura, lo cual ha traído como consecuencia distintas filtraciones que hemos visto por doquier. Y, a mediados del 2022, había una cantidad de 18 mil reclamos pendientes en el Servicio Municipal de Agua Potable y Alcantarillado, la mayoría es por filtraciones de agua. Al ser una cantidad importante, solo pueden acudir a los más urgentes.

## Apreciación del problema por la actual Municipalidad de Maipú
Desde la municipalidad creen que es probable que la totalidad del problema no sea resuelto aún en 6 u 8 años, por el estado grave del sistema. Se pierde el 54 % del agua de la comuna en las 18 mil fugas que no han podido ser reparadas, en donde el agua corre las 24 horas.
Alrededor del 40 % no se invirtió en SMAPA desde 2006, lo que corresponde a 57 mil millones de pesos. Por tal cantidad, inyectarán nuevamente dinero a la sanitaria, correspondiente a 7 mil millones de pesos. Antes ya habían invertido otros 2 mil millones de pesos para reparar las fugas.
Ya han arreglado cerca de 2.500 metros de alcantarillado por el proyecto de rehabilitación sin zanjas de la red, llevado a cabo por SMAPA y el Servicio de Rehabilitación Industrial (CIPP), y siguen en campaña de reparaciones en esta materia.
Con el plan Recuperemos SMAPA, buscan una nueva institucionalidad para la sanitaria municipal, con autonomía presupuestaria y puedan reinvertir sus ganancias y no que se desvíen sus dineros por decisiones del alcalde de turno.

## Informes de la Superintendencia de Servicios Sanitarios
La Superintendencia de Servicios Sanitarios (SISS) en su informe anual sobre la situación del agua en las 28 empresas principales en 2017, SMAPA obtuvo el lugar 18 en el ítem de calidad de agua que ofreció. La empresa municipal tenía la tarifa por metro cúbico de agua potable más baja del mercado: 1,17 dólares por metro cúbico. 
El siguiente año, la SISS en 2018 explicó avances en la calidad del agua: subieron 5 puestos. El cobro por metro cúbico bajó a 1,06 dólares. Ese periodo SMAPA quedó como la penúltima empresa que menos continuidad al alcantarillado hizo. Incluso, la Superintendencia informó que desde la empresa municipal no se envió la actualización en el avance de la infraestructura. En concreto, no se repuso ni un 1 % de las cañerías.
Sin embargo, aumentó en prácticamente un 10 % el personal de la sanitaria. La SISS detalló que la sanitaria municipal aumentó sus costos operacionales y en mayores gastos por administración, en honorarios y personal. De hecho, es por esto mismo que los resultados operacionales terminaron cayendo en un 88,4 % en ese año.
El 64 % de las empresas cumplía casi a cabalidad la inversión predestinada en 2017, Maipú solo lo efectuó en un 5 %. En montos concretos, no ejecutaron casi 9 mil millones de pesos este año. En 2013, con Alberto Undurraga (DC) como alcalde, ya se invirtió solo un 1 %, y así con este tipo de irregularidades desde 2006, de hecho, hasta 2021 no se invirtió cerca del 40 % correspondiente.
SMAPA también fue una de las tres empresas que aún no aplicaron la norma International Financial Reporting Standards (IFRS), que es un sistema de evaluación financiero. En 2018 tampoco lo aplicó.
Los reclamos recibidos en 2017 llegaron a ser casi 18.900, de ellos, 2/3 terminaron favoreciendo al cliente. La cantidad aumentó en un 83,8 % el siguiente año, fueron un total de 34.701. Y, ante la Superintendencia de Servicios Sanitarios aumentaron en un 116,5 % los reclamos. Durante todo este periodo SMAPA entró en el grupo de las empresas peor valoradas, asimismo, la empresa terminó con satisfacción neta negativa.
Las utilidades que obtuvieron las sanitarias fueron de 312.811 millones de pesos, entre las más favorecidas está SMAPA, donde ganaron 4.790 millones de pesos.  Con todo, el total de inversiones que se había propuesto para 2018 fue de 38.836 millones.
Pero, para nada se cumplió con lo presupuestado, pues, el cumplimiento de los compromisos por obras e inversiones fue solo de 1,7 %, es decir, no ejecutaron más de 16 mil millones de pesos en 2018.
En 2019 finalizó esta continua falta de inversión, donde se cumplió el 100 % de avances en obras físicas que se comprometió y en 2020 se mantuvo alto. Sin embargo, las proyecciones que había para ese entonces bajaron drásticamente en comparación a los años anteriores, ya que, en 2019 la inversión total era de 4.484 millones de pesos, el siguiente año fue más baja: 3.569 millones de pesos.
Esto se fundamenta en la SISS con la acumulación de retrasos primero por el estallido social en el 2019, cuestión que afectó de manera importante todo lo asociado a licitaciones y contratos de ejecución de obras, seguido y agravado posteriormente con la pandemia que ocurrió durante el 2020 y 2021.
No obstante, en 2021 la inversión volvió a escasear. Fue año de votaciones municipales y cuando ocurrió el cambio de Cathy Barriga por Tomás Vodanovic (a mediados del año). La Superintendencia de Servicios Sanitarios publicó que la Municipalidad de Maipú cumplió en un 7,14 % el avance físico comprometido. Además, la inversión total de dicho tiempo fue de 3 mil millones de pesos. La variación entre lo invertido los últimos dos años mencionados resultó en números negativos, en concreto, -15,3 % menos entre uno y otro.

## Oficios de Contraloría a SMAPA
Contraloría General de la República en el Informe Final N° 178, de 2022, sobre la Municipalidad de Maipú tomó en consideración la falta de inversión ocurrida en 2019 de $19.445.437.357 a $6.000.000.000, porque hubo en general una baja en el gasto público, sumado a la mencionada por SMAPA. Del mismo modo, registraron un saldo por percibir de 31.600 millones de pesos, por lo que ordenaron a la Municipalidad de Maipú en 60 días informar avances sobre la restitución del monto mencionado.
Pero, los problemas que envuelven a SMAPA no terminan con ello, dado que Contraloría también detectó que se desembolsó un monto bruto anual de $30.773.801, por contratar como honorario a quien se convirtió en la cónyuge en 2021 del Jefe del Departamento de Operaciones de SMAPA, antes de eso, él aprobó los informes mensuales de actividades de enero a diciembre de 2020 de su futura esposa.
Por ello, advierten que participó directamente en decisiones que atentan contra la imparcialidad, además, debía informar de la condición en la que estaba y abstenerse de esas operaciones, esto fue lo que no pasó. Por ese motivo, vulneró los artículos 52, 53 y 62 N° 6, de la ley N° 18.575, y el inciso final del artículo 1° de la ley N° 20.880.
En otro informe, sobre los avances en obras físicas y previstas para los próximos años, había un total de 82 proyectos entre 2017 y 2018, con una inversión de 961.799 UF. En 2019, SMAPA informó a Contraloría el avance de 22 de estos, con lo que se demostró que aún no comenzaba la ejecución de las otras 60.
Sin embargo, tras nuevos antecedentes presentados desde la municipalidad, se redujeron a 39 obras las que no tenían trabajo hecho, 24 de ellas fueron reprogramadas para el Plan de Desarrollo 2019-2033 y las últimas 15 que no fueron consideradas. Cabe resaltar que de las 82 obras contempladas en un inicio, 65 fueron integradas al Plan de Desarrollo 2019-2033 con nuevas descripciones de los proyectos, 17 se mantuvieron iguales.